# Зоран Ђукановић
Зоран Ђукановић (Београд, 18. март 1955) српски је историчар уметности, есејиста, критичар, предавач, кустос, уредник и стручњак за медијски развој. Један је од истакнутих југословенских стриполога, аутор књиге огледа Томас Ман или Филип К. Дик.

## Биографија
Рођен је и школовао се у Београду, где је живео до пресељења у Амстердам 1991. године. Пише најчешће за часописе и новине на подручју некадашње Југославије.
У 1980-им био је уредник у часопису Видици, а затим главни уредник у Новим Видицима у Београду. Објавио је 1988. књигу есеја Томас Ман или Филип К. Дик, монографију Кен Паркер, 1990. и приредио више књига, зборника и темата, међу којима „Поетику стрипа“ (Књижевна критика бр. 5, Београд 1987) и увод у антологији Balkan Comics Connections: Comics from the Ex-Yu Countries (2013).
Организовао је од 1980-их низ изложби посвећених стрипу које су обележиле епоху борбе за културно признавање стрипа. Предавач је на стрипским фестивалима и сајмовима књига Балкана. Има колумну Post Scriptum на сајту Стрип вести, а дуже од деценије пише за београдски недељник Време. Стотине Ђукановићевих есеја и критика су објављени, поред колумни у НИН-у, YU стрип магазину, Стрипотеци и Времену у преко педесет дневних и недељних листова, и часописа за стрип, културу и књижевност. У 21. веку редовно пише огледе за књиге стрипа, монографије, албуме и интегрална издања. Специјализовао се за дуже, студијске есеје, пишући у распону од стрипских класика до радикалних продора у савременом стрипу.
Есеји су му преведени на енглески, француски, холандски и арапски језик. Уређивао је у Холандији у часописима Beodam, De Horizon, De Krant и Now Future! Био један од оснивача мировне организације МиЗаМир (WijVoorVrede / WeForPeace) у Холандији 1991. Готово петнаест година радио је у Press Now, холандској фондацији за развој независних медија у Европи, Азији и Африци, где је развио стотине медијских пројеката за Босну и Херцеговину, Србију, Хрватску, Македонију, Јерменију, Ирак, Иран и Уганду, често боравећи у већини ових земаља. У Холандији је у 2016-2017. био супервизор за писање филмског сценарија.
За издавачке кућу Classic Comics Press из САД написао је предговор за четврти том Циска Кида. У сарадњи с професором универзитета Стивеном Брауером припрема књигу о европском стрипу за америчко тржиште. На бијеналном фестивалу стрипа Стрипдаген у Харлему, у Холандији најављена је 2018. изложба и предавање о класицима српског стрипа Константину Кузњецову и Сергеју Соловјеву, којима је посвећена и Ђукановићева књига најављена код ИК „Модести стрипови”.